# Саїф аль-Іслам Каддафі
Саїф аль-Іслам Каддафі (араб. سيف الإسلام معمر القذافي); (нар. 25 червня 1972, Триполі) — лівійський політик, другий син лідера країни Муаммара Каддафі. Арабською мовою його ім'я означає «меч ісламу». Інженер за фахом, виступав за економічну лібералізацію Лівії під керівництвом його батька. Вважався наступником Муаммара Каддафі. 19 листопада 2011 року після падіння режиму його батька, Саїфа аль-Іслама було арештовано на півдні Лівії. Він має предстати перед судом за звинуваченнями у злочинах проти людяності.

## Біографія
Саїф є другим із семи дітей Муамара Каддафі. У 1994 році закінчив факультет архітектури в Університеті Аль Фатех у Триполі, пізніше у 2000 році отримав ступінь магістра у галузі економіки і управління (MBA) в Австрійському приватному університеті IMATEC. У 2008 році, у віці 36 років отримав ступінь доктора філософії (PhD) з економіки у Лондонській школі економіки (LSE), одному із престижних вузів Європи.
По закінченні навчання почав брати участь в політичному житті Лівії: від імені батька вів переговори із Заходом із багатьох питань. У 1997 році Саїф заснував Міжнародний благодійний фонд розвитку. У 2000 році вів переговори про звільнення заручників захоплених на Філіппінах мусульманськими повстанцями. У 2004 році Саїф також вів переговори з декількома західними країнами стосовно умов виплати компенсацій жертвам терактів за участю Лівії у Локербі, Шотландія та в Нігері. Відіграв ключову роль у визволені болгарських медсестер, яких звинувачували у розповсюджуванні СНІДу. Мав репутацію реформатора, пропонував ліберальні економічні реформи і також відверто критикував порушення прав людини у Лівії.
Під час повстання проти його батька у лютому 2011 року виступав по телебаченню із закликом до армії придушити акції протесту в Бенгазі і Триполі. У червні 2011 року за звинуваченнями у скоєнні злочинів проти людства Міжнародний Суд видав ордер на його арешт. Із продовженням громадянської війни заявляв, що захищатиме батька до останнього. Під час громадянської війни, що тривала у країні неодноразово з'являлися чутки про його арешт. Після вбивства Муаммара Каддафі 19 листопада 2011 року Саїфа аль-Іслама було затримано на півдні Лівії під час спроби втекти у Нігер. У Лівії він має предстати перед судом за звинуваченнями у злочинах проти людяності.